# 166 Родопа
166 Родопа (166 Rhodope) — астероїд головного поясу, відкритий 15 серпня 1876 року.